# 圣马塞尔-康普
圣马塞尔-康普（法語：Saint-Marcel-Campes，法語發音：[sɛ̃ maʁsɛl kɑ̃p]）是法国奥克西塔尼大区塔恩省的一个市镇，属于阿尔比区。该市镇于1972年由原市镇圣马塞尔（Saint-Marcel）和康普（Campes）合并而成。

## 地理
圣马塞尔-康普（44°4'48"N, 1°59'22"E）面积22.34 平方千米，位于法国奧克西塔尼大區塔恩省，该省份为法国南部内陆省份，北起顺时针与阿韦龙省、埃罗省、奥德省、上加龙省和塔恩-加龙省接壤。
与圣马塞尔-康普接壤的市镇（或旧市镇、城区）包括：布尔纳泽勒、科尔德叙谢勒、拉卡佩勒塞加拉尔、拉帕鲁基亚勒、利弗尔卡泽勒、萨勒、勒塞居尔。

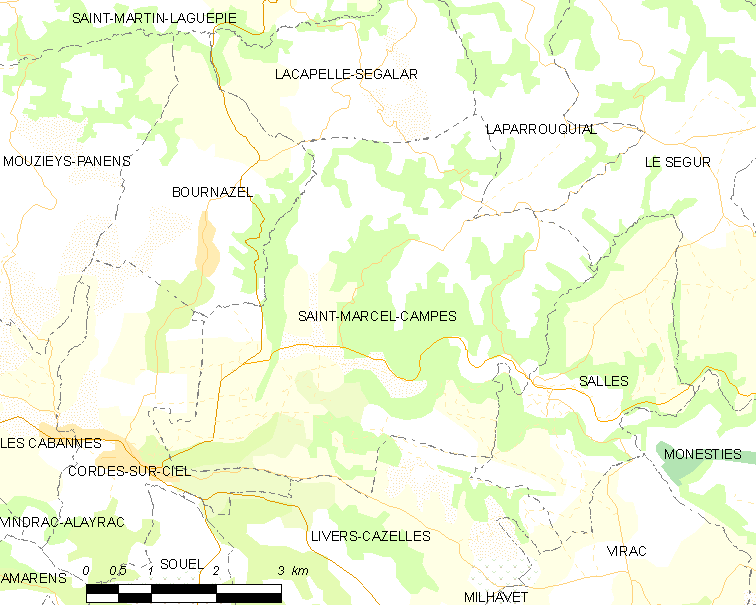
圣马塞尔-康普的OSM定位图

圣马塞尔-康普的时区为UTC+01:00、UTC+02:00（夏令时）。

## 行政
圣马塞尔-康普的邮政编码为81170，INSEE市镇编码为81262。

## 政治
圣马塞尔-康普所属的省级选区为卡尔莫第二县。

## 人口

1962-2008年间圣马塞尔-康普人口变化图示

圣马塞尔-康普于2022年1月1日时的人口数量为230人。